# Eriocephalus
- Commons
- Wikispecies

Eriocephalus é um género botânico pertencente à família Asteraceae. Também conhecida como Alecrim Selvagem.

## Classificação do gênero
| Sistema | Classificação                                 | Referência |
| ------- | --------------------------------------------- | ---------- |
| Linné   | Classe Syngenesia, ordem Polygamia necessaria | [ 1 ]      |

Contém as seguintes espécies:
- Eriocephalus klinghardtensis